# Wojciech Zurek

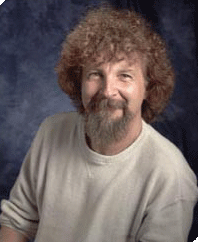
Wojciech Hubert Zurek

Wojciech Hubert Zurek (* 1951) ist ein US-amerikanisch-polnischer theoretischer Physiker, der sich mit den Grundlagen der Quantenmechanik, informationstheoretischen Aspekten der Physik und Astrophysik beschäftigt.

## Leben und Wirken
Zurek besuchte das Gymnasium in Bielsko-Biała, studierte an der TU Krakau (Diplom 1974) und wurde 1979 an der Universität Austin bei John Archibald Wheeler promoviert. Er war danach am Caltech (zwei Jahre als Richard Chace Tolman Fellow) bei Kip Thorne und Murray Gell-Mann und am Los Alamos National Laboratory, wo er ab 1984 als J. Robert Oppenheimer Fellow war, 1991 bis 1996 Gruppenleiter für theoretische Astrophysik war und seit 1996 Fellow des Labors ist. Er lehrt auch am Institut für Theoretische Physik der University of California, Santa Barbara, wo er das Programm für Quanteninformatik und Chaostheorie leitete, und am Isaac Newton Institute in Cambridge, wo er das Programm für „Complexity, Computation and Physics of Information“ leitete.
Zurek ist einer der führenden Wissenschaftler und Mitbegründer der Dekohärenz-Interpretation der Quantenmechanik und entwickelte die Theorie des Quantendarwinismus, was verschiedene von ihm eingeführte Konzepte vereinheitlicht und den Übergang von Quantenmechanik zu objektiver klassischer Realität beschreiben soll. Er ist auch für sein No-Cloning-Theorem (mit William Wootters) von 1982 bekannt. Aus seiner Beschäftigung mit Phasenübergängen im Nichtgleichgewicht entstand der Kibble-Zurek-Mechanismus (mit Tom Kibble).
Er ist auswärtiges Mitglied des Kosmologie-Programms des Canadian Institute of Advanced Research und Gründer des Netzwerks „Complexity, Entropy and Physics of Information“ am Santa Fe Institute (SFI), dessen auswärtiges Mitglied er war. 2004/05 war er Phi Beta Kappa Visiting Scholar. Seit 2009 ist er Fellow der American Physical Society. 2009 erhielt er die Marian-Smoluchowski-Medaille. Er erhielt 2005 einen Humboldt-Forschungspreis, war 2010 Albert Einstein Professor in Ulm, erhielt 2012 den Orden Polonia Restituta und 2014 die Los Alamos Medal. 2024 wurde Zurek zum Mitglied der National Academy of Sciences gewählt.
SFI Press veröffentlicht ab 2023 die zweibändigen Proceedings des ebenfalls „Complexity, Computation and Physics of Information“ betitelten Workshops, den er 1989 am SFI leitete.

## Schriften (Auswahl)
- mit John Wheeler (Herausgeber): Quantum theory of measurement. Princeton University Press 1983 (sehr einflussreicher Reprint-Band)
- Decoherence and the transition from classical to quantum. Physics Today, Oktober 1991, Update in Los Alamos Science 2002, Arxiv
- Herausgeber: Complexity, Entropy and Physics of Information. Addison-Wesley 1990
- Herausgeber mit A. van der Merwe, W. A. Miller: Between Quantum and Cosmos. Princeton University Press, 1988
- Herausgeber mit J. J. Halliwell, J. Perez-Mercader: Physical Origins of Time Asymmetry. Cambridge Univ. Press, Cambridge, 1994
- Herausgeber mit D. DiVincenzo, E. Knill, R. Laflamme:  Quantum Coherence and Decoherence. In: Proceedings Royal Society. Band 454, 1998, S. 257–486
- mit Harold Ollivier: Introducing quantum discord, Phys. Rev. Lett., Band 88, 2001, Arxiv
- Decoherence, Einselection and the quantum origins of the classical, Reviews of Modern Physics, Band 75, 2003, S. 715–775, Arxiv
- mit Robin Blume-Kohout: Quantum Darwinism: Entanglement, branches, and the emergent classicality of redundantly stored quantum information, Phys. Rev. A, Band 73, 2006, S. 062310, Arxiv
- mit Harold Ollivier, David Poulin: Objective properties from subjective quantum states: Environment as a witness, Phys. Rev. Lett., Band 93, 2004, S. 220401, Arxiv
- mit Harold Ollivier, David Poulin: Environment as a Witness: Selective Proliferation of Information and Emergence of Objectivity in a Quantum Universe, Phys. Rev. A, Band 72, 2005, S. 042113, Arxiv
- Quantum Darwinism, Nature Physics, Band  5, 2009, S. 181–188, Arxiv
- Quantum Darwinism, classical reality, and the randomness of quantum jumps, Physics Today, Band 67, 2014, S. 44–50, Arxiv
- Quantum Theory of the Classical: Quantum Jumps, Born's Rule, and Objective Classical Reality via Quantum Darwinism, Phil. Trans. Royal Soc. A, Band 376, 2018, S. 20180107, Arxiv
- Emergence of the Classical from within the Quantum Universe, Arxiv 2021